# ラースロー・デジェー
ラースロー・デジェー（ハンガリー語: László Dezső, 1894年7月23日 - 1949年6月8日）は、ハンガリーの軍人。大将。
ロヴァスパトナ出身。中尉として第一次世界大戦に従軍。
終戦後、ハンガリー軍に入隊。1925年、参謀本部第1課長、1929年、第4課長、1935年、再び第1課長。1936年と1938年11月から1941年2月、参謀本部第1（作戦）課長となり、対ソ戦の計画立案に参加。1937年2月から1938年11月まで第1混成旅団参謀長。1941年2月、第5旅団長に任命され、1941年3月、参謀本部作戦局長となる。
1941年11月から1943年5月まで参謀本部アカデミー校長。1942年7月から9月まで第7軽歩兵師団長、1943年、東部占領軍を指揮。1943年5月から1944年4月まで第8軍団を指揮し、ウクライナでソ連軍と戦う。ドイツ軍のハンガリー侵入後、ドイツの信頼を得ていたラースリは前線から召還され、1944年5月、参謀次長兼ハンガリー軍総司令官に任命された。
サーラシ・フェレンツの権力掌握後、1944年10月、第1軍司令官に任命。前司令官ダールノキ・ミクローシュ・ベーラは本部を連れてソ連に投降し、第1軍はウジュゴロド－チサフブレドの線まで後退した。終戦まで軍司令官に留まり、中央軍集団の編成下においてソ連軍と戦う。1944年12月、ハンガリー第1軍とドイツ第1装甲軍から成るハインリッヒ軍集団司令官を一時代行。1945年初めに軍集団は撃破された。1945年3月5日、騎士鉄十字章を受章。
1945年5月に逮捕。1949年、ハンガリー人民裁判所により死刑を言い渡され、処刑。